# Maximilien Gardel

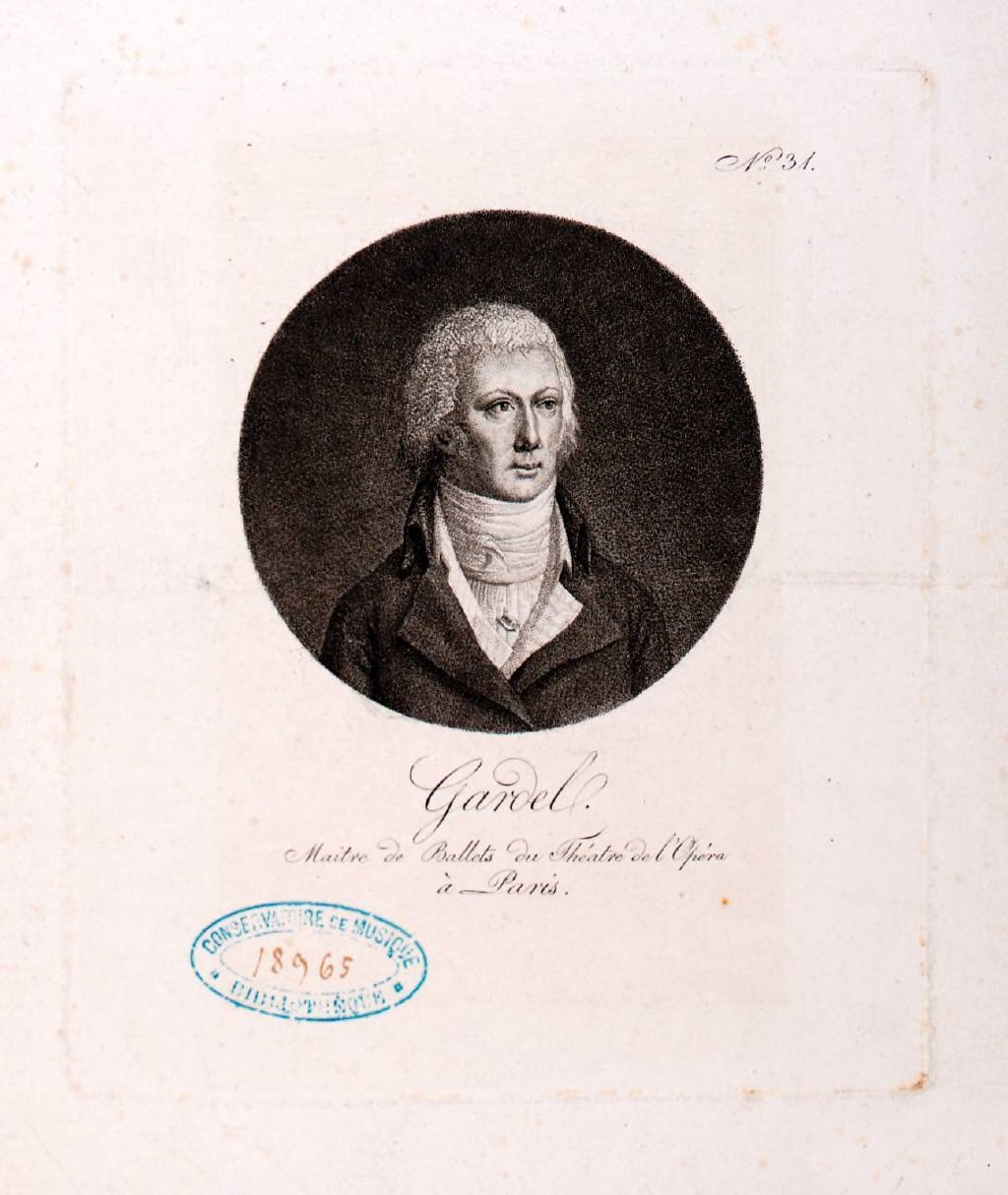
Maximilien Gardel

Maximilien Gardel (* 18. Dezember 1741 in Mannheim; † 11. März 1787 in Paris) war ein französischer Tänzer und Choreograf. Er war ein bedeutender Ballettmeister der Pariser Opéra.
1742 wurde das von Alessandro Galli da Bibiena entworfene Opernhaus in Mannheim eröffnet, zu dessen Eröffnung sein Vater Charles Gardel, Tanzmeister des Königlichen Balletts am Hofe des polnischen Königs Stanisław I. Leszczyński, in Mannheim war.
In dieser Zeit wurde Maximilien geboren. Maximilien Gardels jüngerer Bruder Pierre Gardel (1758–1840) war ebenfalls Tänzer. Maximilien folgte 1781 Jean Georges Noverre als Ballettmeister („Maître des ballets“) an der Opéra National de Paris nach.

## Werke
- La Chercheuse d’esprit, 1777
- Ninette à la cour, 1777
- Mirza et Lindor, 1779
- La Rosière, 1783
- Le Premier Navigateur, 1785
- Le Déserteur, 1786
- Le Coq du village, 1787

| Personendaten    | Personendaten                       |
| ---------------- | ----------------------------------- |
| NAME             | Gardel, Maximilien                  |
| KURZBESCHREIBUNG | französischer Tänzer und Choreograf |
| GEBURTSDATUM     | 18. Dezember 1741                   |
| GEBURTSORT       | Mannheim                            |
| STERBEDATUM      | 11. März 1787                       |
| STERBEORT        | Paris                               |